# Syagrus costae
Syagrus costae är en enhjärtbladig växtart som beskrevs av Sidney Frederick Glassman. Syagrus costae ingår i släktet Syagrus och familjen Arecaceae. Inga underarter finns listade i Catalogue of Life.